# Metodo Gerber
Il metodo Gerber è uno dei primi sistemi per la determinazione del grasso all'interno del latte, della panna e del formaggio.
Fu brevettato nel 1892 da Niklaus Gerber, un chimico svizzero, e si diffuse rapidamente perché permetteva un'analisi veloce e relativamente semplice, utile per contrastare le frequenti sofisticazioni.
Il metodo prevede l'uso del butirrometro (di Gerber per il latte, di Van Gulik per i formaggi; di Kohler per la panna), mentre come reagenti utilizza l'acido solforico e l'alcol isoamilico.

## Materiale
- butirrometri da latte 6%
- supporto per butirrometri
- tappi per butirrometri
- spingitappo
- spazzolini per la pulizia
- dosatore 10 ml per acido solforico
- dosatore 1 ml per alcool amilico
- pipetta o siringa tarata 10.75 ml
- supporto per pipette
- centrifuga per metodo Gerber
- bagnomaria a 65 °C

I reagenti necessari sono:
- acido solforico densità 1.820/1825
- alcool amilico densità 0.815

## Procedimento
La sequenza di aggiunta al butirrometro per la determinazione del grasso nel latte è la seguente:
1. 10 ml di acido solforico
2. 10 ml di latte
3. 1 ml d alcool amilico

Il latte e l'alcool amilico devono essere aggiunti in modo stratificato affinché non si miscelino con l'acido solforico prima dell'agitazione del butirrometro.
Si applica il tappo di chiusura e si procede alla agitazione del butirrometro rovesciandolo diverse volte.
Agendo sul tappo, si opera in modo che il liquido entri nella parte piatta graduata del butirrometro (ma non nel bulbo finale).
Il butirrometro viene poi trasferito nella centrifuga riscaldata e centrifugato per 5-10 minuti. Viene poi trasferito in bagnomaria termoregolato a +65 °C.

## Lettura
La lettura viene effettuata a questa temperatura: si agisce sul tappo in modo che la colonnina di grasso rientri nella scala graduata piatta del butirrometro e la linea di divisione tra la mescolanza di acido solforico ed il grasso si trovi in corrispondenza dello zero. La parte più bassa del menisco della colonnina di grasso è il valore da leggere e registrare.